# Dépression de Mari
La dépression de Mari (en russe : Марийская низменность) est une dépression située dans l'Ouest de la Russie, en République des Maris.

## Géographie
La dépression de Mari se situe sur la rive gauche de la Volga, entre la frontière occidentale de la République des Maris et la Grande Kokchaga. D'une altitude comprise entre 50 et 100 mètres, elle est en partie occupée par le réservoir de Tcheboksary.

## Sources
(ru) Марийская низменность, Grande encyclopédie soviétique, sur dic.academic.ru